# Крам, Дональд Джеймс
Доналд Джеймс Крам (англ. Donald James Cram; 22 апреля 1919, Честер, Вермонт, США — 17 июня 2001, Палм-Дезерт, Калифорния, США) — американский химик, лауреат Нобелевской премии по химии 1987 года «за разработку и применение молекул со структурно-специфическими взаимодействиями с высокой селективностью», которую он разделил с Чарлзом Педерсеном и Жан-Мари Леном. Известен по правилу Крама, модели, предсказывающей результат нуклеофильной атаки карбонильной группы. Вместе с Леном и Педерсеном основал т. н. химию комплекса «гость-хозяин», область супрамолекулярной химии.

## Биография
Крам родился и вырос в Честере, Вермонт, в семье эмигрантов. Отец шотландского происхождения, мать немецкого происхождения. Его отец умер до того, когда Краму наступило четыре года, оставив его единственным мальчиком в семье из пяти человек. Крам рос на помощь находящихся на иждивении детей и начал работать с ранних лет, выполняя такие работы, как сбор фруктов, разнос газет, окраска домов, занимался бартером для оплаты уроков игры на пианино. К восемнадцати годам он успел поработать по 18 различным специальностям.
Крам посещал Высшую Школу Винвуда в Лонг-Айленде, Нью-Йорк. С 1938 по 1941 он посещал Колледж Роллинз в Уинтер-Парке, Флорида, получаю Почетную Национальную стипендию. Там он работал ассистентом на химическом факультете, был активным учителем, пел в хоре, активистом Ламба Чи Альфа, членом Общества Пфи и Зеты Альфа Элисон. Уже в колледже он приобрёл некоторую известность благодаря созданию собственного оборудования для экспериментов. Окончил Роллинз со званием B.S. по химии в 1941.
В 1942 окончил университет штата Небраска-Линкольна со званием M.S. по органической химии , где Норман О. Кромвелл был его наставником. Тема его изучения «Аминокетоны, постадийный механизм реакций гетерциклических вторичных аминов с бром-ненасыщенными кетонами».
В 1947 Крам окончил Гарвардский Университет со званием Ph.D. по органической химии,. Там он написал свою диссертацию "Синтез и реакции 2-(кетоалкил)-3гидрокси-1,4-нафтохинонов.

## Карьера
В 1942—1945 годах Крам работал в лаборатории Merck & Co, исследуя пенициллин под руководством Макса Тишлера. Диссертационную работу он проводил в Массачусетском институте технологии под руководством профессора Джоном Д. Робертсом. Открыл правило асимметричной индукции, или правило Крама, предсказывающее результат реакции нуклеофильной атаки углеродного соединения. Опубликовал более 350 монографий и 8 книг по органической химии.

## Научная работа

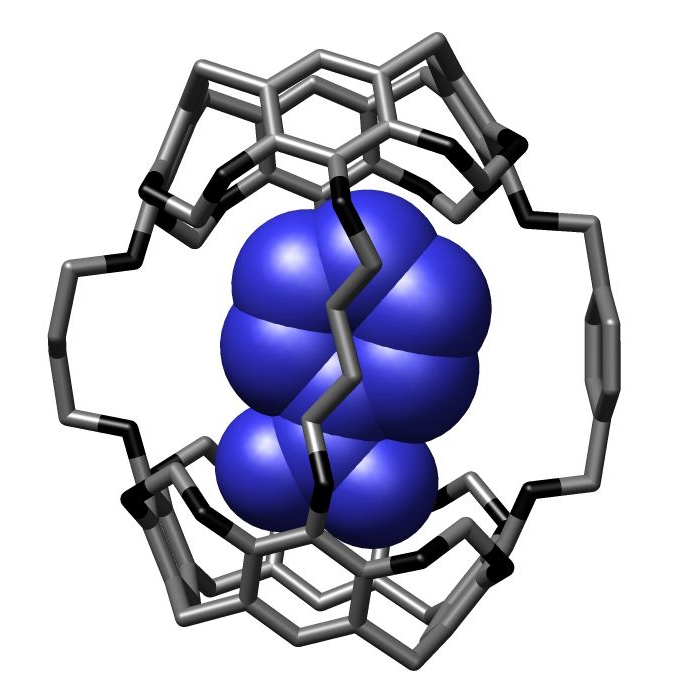
Соединение включения: нитробензол заключённый внутри гемикарцеранда

Крам расширил инновационный синтез краун-эфиров Чарльза Педерсена, двухмерных органических соединений, которые могут распознавать и избирательно комбинироваться с ионами определённых металлов. Крам синтезировал молекулы, которые превратили эти структуры в трёхмерные, создав массу молекул различной формы, которые могут селективно взаимодействовать с другими реагентами благодаря комплементарности своей трёхмерной структуры. Работа Крама представляет большой шаг вперёд в синтезе: создание структур, подражающих ферментам и другим природным молекулам, особенности поведения которых обусловлены особенностями строения. Крам также осуществил работу по стереохимии, предложив правило асимметричной индукции (правило Крама).

### Правило Крама
Правило Крама открывает возможности для асимметрического синтеза, который является способом получения оптически активных соединений из реактивов оптически неактивных изначально. Оно связывает преимущественную конфигурацию центра, образующегося при диастереоселективных реакциях кетонов, с конфигурацией уже имеющегося в молекуле кетона центра. Кетон реагирует в конформации с трансоидным расположением радикала и карбонильной группы. В соответствии с правилом Крама подход радикальной части осуществляется со стороны меньшего из заместителей. Правило Крама применяют для корреляции конфигураций спиртов, образующихся при восстановлении кетонов комплексными гидридами металлов, щелочными металлами, амальгамой Na, а также при реакциях кетонов с металлоорганическими соединениями. Правило предложено в 1952.

## Преподавательская деятельность
Крам получил место старшего преподавателя в Университете Калифорнии в Лос-Анджелесе в 1947 году, а 1955 стал профессором. Он служил там до выхода на пенсию в 1987 году. Крам был популярным учителем, всего он обучил около 8000 студентов, был руководителем у 200 аспирантов. Он развлекал своих учеников игрой на гитаре, пел народные песни. Он отличался самокритичным стилем, сказав однажды: «Исследователь начинает исследование в новой области с верой, туманной идеей и несколькими безумными экспериментами. Со временем случайное сочетание положительных и отрицательных результатов направляет работу куда-либо. К тому моменту, когда исследование завершается, исследователь знает, как надо было его начинать и проводить».

## Книги
- Cram, Donald J.; Jane M. Cram. Container Molecules and their Guests (неопр.). — Great Britain: Royal Society of Chemistry, 1994. — С. 223. — ISBN 0-85404-507-4.
- Cram, Donald J. From Design to Discovery (неопр.). — Washington, DC: American Chemical Society, 1990. — С. 146.
- Cram, Jane M.; Donald J. Cram. The Essence of Organic Chemistry (неопр.). — Reading,  Massachusetts: Addison-Wesley, 1978. — С. 456.
- Hendrickson, James B.; Donald J. Cram, George S. Hammond. Organic Chemistry (неопр.). — Reading, Massachusetts: McGraw-Hill Education, 1970. — С. 1279.
- Richards, John; Don Cram, George S. Hammond. Elements of organic chemistry (неопр.). — New York: McGraw-Hill Education, 1967. — С. 444.
- Cram, Donald J. Fundamentals of Carbanion Chemistry (неопр.). — New York: Academic Press, 1965. — С. 289.
- Cram, Donald J.; George S. Hammond. Organic Chemistry (неопр.). — New York: McGraw-Hill Education, 1964. — С. 846.
- Cram, Donald J.; George S. Hammond. Organic Chemistry (неопр.). — New York: McGraw-Hill Education, 1959. — С. 712.

## Награды
Член следующих академий: Национальная академия наук США (1961), Американская академия искусств и наук (1967).
Награды:
- Saul Winstein Endowed Chair in Organic Chemistry
- 1954 — Стипендия Гуггенхайма[15]
- 1965 — Американское химическое общество Award for Creative Work in Synthetic Organic Chemistry
- 1974 — Премия имени Артура Коупа
- 1979 — Премия столетия
- 1984 — Американское химическое общество Southern California Tolman Award
- 1985 — Премия Уилларда Гиббса
- 1987 — Нобелевская премия по химии[8][10][13]
- 1989 — Лекции 3M
- 1989 — Glenn T. Seaborg Medal
- 1992 — Премия НАН США по химическим наукам[англ.]
- 1993 — Национальная научная медаль США[16]

## Личная жизнь
Крам признался, что его карьера не обошлась без жертв. Его первой женой была Жан Тернер. Она так же окончила Rollins, в 1941 году поступила в магистратуру Колумбийского университета, где занималась социологией. Второй женой была Джейн, бывший профессор химии. У Крама не было детей потому, что он считал, что не может быть хорошим ученым и отцом одновременно. Крам умер от рака в 2001 году, ему было 82 года.